# Peter Bischof (Maler)
Peter Bischof (20. Dezember 1934 in Wien – 5. August 2021 in Bad Wimsbach-Neydharting) war ein österreichischer Maler und Grafiker. Er gilt als Vertreter des österreichischen Informel.

## Leben
Peter Bischof wurde 1934 in Wien geboren. Als Jugendlicher erhielt er Malunterricht bei Rudolf Szyszkowitz in Graz.
Ab 1954 studierte Peter Bischof Malerei an der Akademie der bildenden Künste Wien bei Albert Paris Gütersloh, zu dessen Schülern etwa Arik Brauer, Ernst Fuchs oder Wolfgang Hutter zählten. Gütersloh gilt als geistiger Vater der Wiener Schule des Phantastischen Realismus. Bedeutend prägender wurde für Bischof jedoch seine tägliche Teilnahme an Herbert Boeckls „Abendakt“, einer legendären Lehrveranstaltung, die gleichsam eine „Schule in der Schule“ bildete. Hier schuf Peter Bischof die ersten seiner abstrahierten Menschenbilder, die ihn zu einem bedeutenden Vertreter des österreichischen Informel werden ließen. In seinen Anfängen war er der von Monsignore Otto Mauer geführten Galerie nächst St. Stephan (Gründung 1954) und der sich um diese scharenden Künstlerclique sehr verbunden. Bereits 1959 stellte er in der Galerie St. Stephan aus, die in der Nachkriegszeit neben der Galerie Würthle die einzige Institution war, die Werke der Avantgarde zeigte, darunter Arbeiten von Wolfgang Hollegha, Maria Lassnig, Josef Mikl, Markus Prachensky oder Arnulf Rainer.
Hunderte Ausstellungen im In- und Ausland sollten folgen. Heute befinden sich Peter Bischofs Werke in zahlreichen bedeutenden österreichischen Museen und Sammlungen zeitgenössischer Kunst.

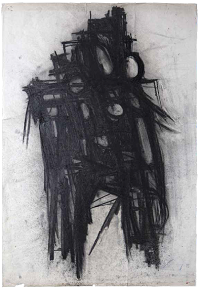
Zeichnung vor dem Aktmodell, Abendakt Akademie der bildenden Künste Wien, 1957. (Nachlass Peter Bischof)

Ebenso schuf er Fresken und Glasfenster für römisch-katholische Gotteshäuser. Seine hierzu umfangreichsten Werke befinden sich im Prälatenhof von Stift Melk und in der dortigen Benediktuskapelle.
In zweiter Ehe war Peter Bischof mit der Künstlerin Gabriele Kutschera verheiratet.

## Werke in Museen, Sammlungen und im öffentlichen Raum (Auswahl)
- Albertina und Sammlung Dagmar und Manfred Chobot, Wien[6]

- Allgemeines Krankenhaus Wien, Wien

- Dom Museum Wien, Wien

- Landessammlungen NÖ, Niederösterreich

- Museen der Stadt Linz (Lentos), Linz[7]

- Museum Angerlehner, Thalheim bei Wels

- Museum Liaunig, Neuhaus

- OÖ Landes Kultur GmbH, Linz

- Österreichische Galerie Belvedere und Leihgabe der Artothek des Bundes, Wien[8]

- Museum Moderner Kunst Stiftung Ludwig (Mumok) (Leihgabe der Artothek des Bundes), Wien Museum der Moderne, Salzburg

- Strabag Kunstforum Wien, Wien[9]

- Tiroler Landesmuseum Ferdinandeum, Innsbruck

- Universalmuseum Joanneum, Graz

## Einzel- und Gruppenausstellungen (Auswahl)
(Quelle: )
- 1959: Galerie St. Stephan, Wien (Personale)
- 1963: Galerie St. Stephan, Wien (Personale) und Galerie Sothmann, Amsterdam (Personale)
- 1964: Galerie Pater, Mailand (Personale)
- 1966: "Austrian Abstractionists", East Side Gallery, New York (Gruppenausstellung)
- 1969: Secession, Wien (Personale), Forum Stadtpark, Graz (Personale) und Galerie Nouvelles Images, Den Haag (Personale)
- 1970: Österreichisches Kulturinstitut, Warschau (Personale) und Galerie Kaiser, Wien (Gruppenausstellung)
- 1971: „Wiener Secession – Jugendstil bis heute“, Royal Academy, London (Gruppenausstellung) und Richmond Hall Gallery, London (Personale)
- 1973: Gloriette Schloss Schönbrunn, Wien (Personale)
- 1975: Galerie Yppen, Wien (Personale)
- 1976: Galerie im Palais Kinsky, Wien (Personale) Galerie Nouvelles Image, Den Haag (Personale), Galerie Schüler, Berlin (Personale) und Galerie Schafschetky, Graz (Personale)
- 1977: Neue Galerie der Stadt Linz, Linz (Personale)
- 1982: Österreichische Galerie Belvedere (Präsentation des Bildes "Der Totentanz")
- 1982: Galerie Welz, Salzburg (Personale)
- 1985: „Informel in Österreich. Aspekte einer künstlerischen Bewegung, 1957 - 1963“, Schloß Parz, Grieskirchen (Gruppenausstellung) und „Zeichen und Gesten, Informelle Tendenzen in Österreich, 1957 - 1963“, Secession, Wien (Gruppenausstellung)
- 1993: Galerie Wolfrum (Personale)
- 1994: „aufBrüche, Österreichische Malerei und Plastik der 50er Jahre“, Österreichische Galerie Belvedere, Wien (Gruppenausstellung)
- 2002: Stadtmuseum Deggendorf, Bayern (gemeinsam mit Gabriele Kutschera)
- 2004: Galerie Welz, Salzburg (gemeinsam mit Gabriele Kutschera)
- 2003: Eröffnungsausstellung des Lentos Kunstmuseum, Linz (Gruppenausstellung)
- 2009: Galerie Welz, Salzburg (Personale)
- 2012: Galerie Exner, Wien (Personale)
- 2017: Museum Angerlehner, Thalheim bei Wels (gemeinsam mit Gabriele Kutschera)

## Auftragswerke der römisch-katholischen Kirche (Auswahl)
- Stift Melk (Fresken), Niederösterreich
- Stift Göttweig (Glasfenster), Niederösterreich
- Stift Klosterneuburg (Glasfenster), Niederösterreich
- Filialkirche Gmunden-Ort (Glasfenster), Oberösterreich